# Lady Gaga Presents the Monster Ball Tour: At Madison Square Garden
Lady Gaga Presents the Monster Ball Tour: At Madison Square Garden je filmový záznam koncertu americké popové zpěvačky Lady Gaga z turné The Monster Ball Tour. Natáčel se v Madison Square Garden v New Yorku 21. a 22. února. Záznam trvá dvě hodiny a jeho producentem je televizní kanál HBO, který ho také poprvé vysílal 7. května 2011, den po poslední zastávce Lady Gaga na turné. 21. listopadu 2011 vyšel koncert na DVD a Blu-ray.
V České republice koncert odvysílala taktéž televizní stanice HBO.

## Informace
Lady Gaga Presents the Monster Ball Tour: At Madison Square Garden obsahuje koncertní výstupy, přípravu na koncert i zákulisí. Získal pozitivní reakce od kritiků; chválili vystoupení Lady Gaga, protože doposud pochybovali o její upřímnosti na jevišti před koncertem a na zkouškách. Také poznamenali určitou podobnost s Madonniným dokumentárním filmem z roku 1991 Truth or Dare. Záznam byl nominován na cenu Emmy: a to v kategorii Vynikající střih pro dokument (single nebo multi kamera).

## Vydání a ohlas
Koncert Lady Gaga Presents the Monster Ball Tour: At Madison Square Garden se poprvé vysílal na HBO 7. května 2011 a podle Billboard ho sledovalo 1,2 milionu diváků. Získal pozitivní recenze od kritiků.

## Tracklist
| Číslo skladby | Název skladby            | Skladatelé                                                             | Délka |
| ------------- | ------------------------ | ---------------------------------------------------------------------- | ----- |
| 1.            | "Intro"                  |                                                                        | 4:29  |
| 2.            | "Dance in the Dark"      | Lady Gaga, Fernando Garibay                                            | 2:33  |
| 3.            | "Glitter and Grease"     | Lady Gaga, Rob Fusari                                                  | 2:37  |
| 4.            | "Just Dance"             | Lady Gaga, RedOne, Aliaune Thiam                                       | 4:22  |
| 5.            | "Beautiful, Dirty, Rich" | Lady Gaga, Fusari                                                      | 4:21  |
| 6.            | "The Fame"               | Lady Gaga, Martin Kierszenbaum                                         | 4:15  |
| 7.            | "LoveGame"               | Lady Gaga, RedOne                                                      | 10:41 |
| 8.            | "Boys Boys Boys"         | Lady Gaga, RedOne                                                      | 3:18  |
| 9.            | "Money Honey"            | Lady Gaga, RedOne, Bilal Hajji                                         | 3:16  |
| 10.           | "Telephone"              | Lady Gaga, Rodney Jerkins, LaShawn Daniels, Lazonate Franklin, Beyoncé | 6:34  |
| 11.           | "Speechless"             | Lady Gaga                                                              | 6:16  |
| 12.           | "You and I"              | Lady Gaga                                                              | 9:24  |
| 13.           | "So Happy I Could Die"   | Lady Gaga, RedOne, Space Cowboy                                        | 4:44  |
| 14.           | "Monster"                | Lady Gaga, RedOne, Space Cowboy                                        | 6:37  |
| 15.           | "Teeth"                  | Lady Gaga, Taja Riley                                                  | 9:42  |
| 16.           | "Alejandro"              | RedOne, Lady Gaga                                                      | 5:25  |
| 17.           | "Poker Face"             | Lady Gaga, RedOne                                                      | 3:56  |
| 18.           | "Paparazzi"              | Lady Gaga, Fusari                                                      | 6:31  |
| 19.           | "Bad Romance"            | RedOne, Lady Gaga                                                      | 6:22  |
| 20.           | "Born This Way"          | Lady Gaga, Jeppe Laursen                                               | 9:00  |

Bonusy
- Born This Way (A Cappella) – 3:16
- Backstage at The Monster Ball – 12:50
- Photo Gallery